# Distretto di Manhan
Il distretto di Manhan è uno dei diciassette distretti (sum) in cui è suddivisa la provincia di Hovd, in Mongolia. Conta una popolazione di 3.480 abitanti (censimento 2010). 